# Sans queue ni tête
Pour plus de détails, voir Fiche technique et Distribution.
Sans queue ni tête est un film français de Jeanne Labrune sorti en 2010.

## Synopsis
Alice, prostituée, et Xavier, psychanalyste, ne vont pas bien. De leur rencontre viendra peut-être la solution.

## Fiche technique
- Titre : Sans queue ni tête
- Réalisation : Jeanne Labrune
- Scénario : Richard Debuisne et Jeanne Labrune
- Photographie : Virginie Saint-Martin
- Montage : Anja Lüdcke
- Production : Jani Thiltges
- Société de production : Liaison Cinématographique, Samsa Film, Artémis Productions, Art-Light Productions, Canal+, CinéCinéma et RTBF
- Société de distribution : Rézo Films (France) et First Run Features (États-Unis)
- Pays :  France,  Luxembourg et  Belgique
- Genre : comédie dramatique
- Durée : 95 minutes
- Dates de sortie : 
  -  France : 29 septembre 2010

## Distribution
- Isabelle Huppert : Alice Bergerac
- Bouli Lanners : Xavier Demestre

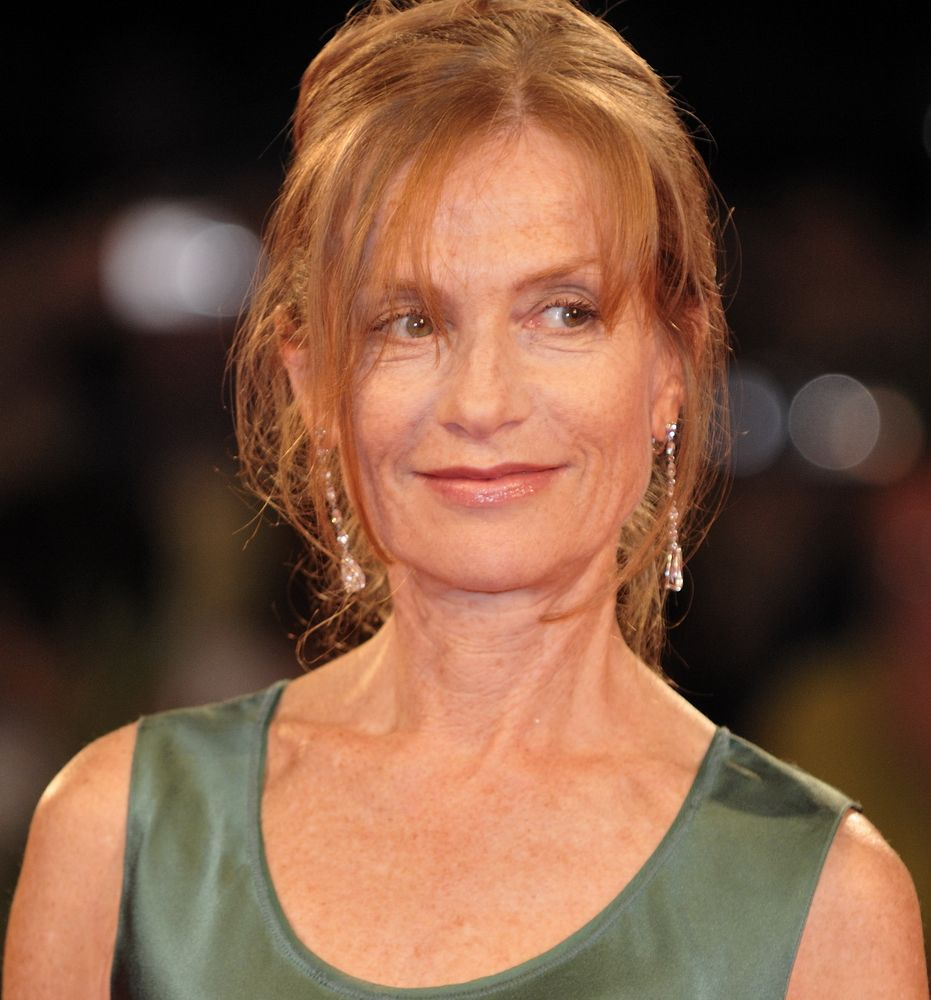
L'actrice principale Isabelle Huppert, l'année de tournage du film.

- Richard Debuisne : Pierre Cassagne
- Sabila Moussadek : Juliette
- Valérie Dréville : Hélène Demestre
- Mathieu Carrière : Robert Masse
- Didier Bezace : l'homme heureux et triste
- Frédéric Longbois : le travesti
- Christophe Odent : le collectionneur de pipes
- Jean-François Wolff : le client pédophile
- Gilles Cohen : le sportif élégant
- Frédéric Pierrot : François Briand
- Karim Leklou : Bruno
- Marcos Adamantiadis : le guide
- Yan Karlens : un collectionneur